# Pampanga
Koordinaten: 15° 4′ N, 120° 40′ O
Pampanga ist eine Provinz der Philippinen auf der Insel Luzon in der Region Central Luzon. Die Hauptstadt der Provinz ist San Fernando.
Die Provinz wurde von den spanischen Konquistadoren im Jahre 1571 gegründet und war damit die erste spanische Provinz auf den Philippinen. Ihr Name leitet sich von Pampang, einem einheimischen Wort für Sandbank ab. Er bezieht sich auf die Ufer des Flusses Pampanga.
Die Provinz verfügt über einen internationalen Flughafen, den Diosdado Macapagal International Airport, der ehemaligen Clark Air Base, der sich etwa 16 Kilometer nördlich des Stadtzentrums der Provinzhauptstadt San Fernando befindet. Ein wichtiger Militärflugplatz der philippinischen Luftwaffe, die Basa Air Base, befindet sich in Floridablanca.

## Geographie
An Pampanga grenzen im Westen die Provinzen Bataan und Zambales, im Norden Tarlac und Nueva Ecija und im Südosten die Provinz Bulacan. Im Süden grenzt sie an die Bucht von Manila. Die Landschaft von Pampanga ist relativ flach und wird von dem Pampanga River, dessen Nebenflüsse Maasim, San Miguel, Garlang, Bulu und Penaranda die 320 km² großen Candaba-Flussmarschen formen, und dem höchsten Berg, dem 1026 m hohen Arayat, bestimmt.
Die Provinz hat eine Gesamtfläche von 1984,7 km².

## Demographie und Sprache
Die Bewohner von Pampanga werden allgemein als Kapampangans (alternativ geschrieben Capampañgan), Pampangos oder Pampangueños bezeichnet.
Nach der Volkszählung im Jahr 2015 hat die Provinz eine Einwohnerzahl von 2.198.110 Menschen. Im Durchschnitt kommen 1108 Menschen auf einen km².
Im Provinzgebiet werden hauptsächlich die Sprachen Kapampangan, Englisch und Tagalog gesprochen und verstanden. Daneben sind in verschiedenen Gebieten auch Ilocano, Lineyte-Samarnon (Wáray-Wáray), Pangasinan, Cebuano, Bicolano und Hiligaynon (Ilonga) verbreitet.

## Wirtschaft
Landwirtschaft und Fischerei sind die beiden wichtigsten Industriezweige der Provinz. Haupterzeugnisse sind dabei Reis, Mais, Zuckerrohr und Tilapia. Daneben sind in der Provinz verschiedene handwerkliche Betriebe heimisch, die sich auf Holzschnitzereien, sowie die Möbel- bzw. die Gitarrenherstellung spezialisiert haben. Jedes Jahr ist die Provinz Pampanga während der Weihnachtszeit das Zentrum einer Industrie von handgefertigten Laternen, die „Parols“ genannt werden und als ein Kaleidoskop aus Lichtern und Farben angesehen werden können. Andere Branchen beschäftigen sich mit der Herstellung von Fässern und der Montage verschiedener Fahrzeuge in der Gemeinde von Sto. Tomas.
Die Provinz ist zudem berühmt für ihre kulinarischen Produkte. Die namhaften Spezialitäten der Provinz reichen von einfachen bis zu eher exotischen Schweine- und Hühnerfleischzubereitungen, der Herstellung von Tocinos, von Rindfleisch-Tapas, Hotdogs und Longanezas (einer philippinischen Wurst und Pökelfleisch).
Spezialitäten der Region sind daneben Gerichte wie Siopao, Pandesal, Tutong, Lechon (Spanferkel) mit verschiedenen Sarsa (Saucen). Darüber hinaus bietet die lokale Küche exotische Gerichte wie Betute Tugak (gefüllter Frosch), Kamaru (gegrillter Maulwurf) aber auch gekochtes Ala Adobo, Bulanglang (Schweinefleisch in Guavensaft gekocht), Lechon Kawali und Bringhe (ein grünes klebriges Reisgericht ähnlich der Paella) sind eine tragende Säule auf Festen der Kapampangan. Einheimische Süßigkeiten und Leckereien wie Pastillas, Turonnes de Casuy und Buro sind bei den meisten Filipinos wie auch bei einer wachsenden Anzahl von Touristen gefragt, die die authentische Küche der Kapampangan genießen möchten.
Im Weiteren ist der Tourismus ein wachsender Wirtschaftszweig in der Provinz Pampanga. Die Clark Field in Angeles City ist der Standort des Diosdado Macapagal International Airport, Luzons zweitem Internationalem Flughafen. Innerhalb der Clark Special Economic Zone haben sich Hotels und Resorts etabliert. Zu den beliebten Reisezielen der Provinz gehören: St. Peter-Schrein in Apalit, der Mt. Arayat und der National Park in San Juan Bano. Namhafte jährliche Veranstaltungen sind das Giant Lantern Festival im Dezember, das jährliche Heißluftballon-Festival in Clarkfield im Laufe des Monats Februar und die Feierlichkeiten der Fastenzeitriten in San Pedro Cutud zwei Tage vor Ostern sowie die Aguman Sanduk in Minalin, die am Nachmittag des Neujahrstag begangen wird.
In jüngster Zeit entwickelt sich innerhalb der Clark Special Economic Zone in Angeles City eine Halbleiterindustrie in der Provinz, die die Herstellung von Unterhaltungselektronik und Computern vorantreibt.

## Verwaltungsgliederung
Pampanga ist untergliedert in 20 eigenständig verwaltete Gemeinden und 2 Städte. Die Gemeinden und Städte setzen sich aus insgesamt 537 Barangays (Ortsteile) zusammen. Die Provinz ist weiterhin in 4 Kongressdistrikte aufgeteilt.

### Städte
- Angeles City
- San Fernando City

### Gemeinden
| - Apalit - Arayat - Bacolor - Candaba - Floridablanca - Guagua - Lubao - Mabalacat - Macabebe - Magalang | - Masantol - Mexico - Minalin - Porac - San Luis - San Simon - Santa Ana - Santa Rita - Santo Tomas - Sasmuan |

## Geschichte
Pampanga wurde am 11. Dezember 1571 von den Spaniern unter Gouverneur-General Miguel Lopez de Legaspi neu organisiert und war die erste Provinz, die auf der Insel Luzon eingerichtet wurde. Zuvor war die Region Teil des Luzon-Reiches. Zur besseren staatlichen Kontrolle und Besteuerung untergliederten die spanischen Behörden Pampanga in Städte (Pueblos), diese wiederum in Distrikte (Barrios) und in einigen Fällen in königliche und private Ländereien (Encomiendas). Aufgrund des exzessiven Missbrauchs der privaten Güter durch einige Stipendiaten, verbot der König von Spanien im Jahre 1574 die Vergabe von privaten Encomiendas. Allerdings war es den Behörden bis zum Jahr 1620 nicht möglich, die königliche Verordnung in vollem Umfang durchzusetzen.
Zu dieser Zeit umfasste das Provinzterritorium die heutige Provinzen Bulacan, Nueva Ecija, Bataan, Zambales, Tarlac und Pangasinan. Das Gebiet von Pampanga erstreckte sich in dieser Zeit von Manila bis hoch nach Cagayan.
Ihre heutigen Grenzen wurden letztlich im Jahr 1873 festgelegt. Während der spanischen Herrschaft war die Provinz eine der reichsten philippinischen Provinzen. Manila und die sie umgebenden Gebiete waren zu dieser Zeit in erster Linie abhängig von agrar- und forstwirtschaftlichen Erzeugnissen, von der Fischerei sowie von dem Angebot der qualifizierten Arbeiterschaft aus dieser Region. Aufgrund der Zunahme der Bevölkerung wurde es notwendig, dass die Provinzen von Luzon in kleinere administrative Einheiten untergliedert wurden, wodurch einige Ortschaften von Pampanga an neu entstandene Provinzen in Zentral-Luzon abgegeben werden mussten.
Die historische Provinz Bataan, die im Jahre 1754 unter der Verwaltung des spanischen Gouverneur Generals Pedro Manuel Arandia gegründet und aus der Provinz Pampanga herausgelöst wurde, umfasste die Gemeinden Abucay, Balanga, Dinalupihan, Llana Hermosa, Orani, Orion, Pilar und Samal. Die ursprünglich zu Pampanga gehörenden Orte Aliaga, Cabiao, Gapan, San Antonio und San Isidro gingen während der Amtszeit des spanischen Generalgouverneur Narciso Claveria y Zaldua im Jahre 1848 in die Provinz Nueva Ecija über. Die Gemeinde San Miguel de Mayumo wurde wiederum im Jahre 1848 an die Provinz Bulacan abgetreten.
Im Jahr 1860 kam es zu einer Trennung der nördlichen Ortschaften Bamban, Capas, Concepcion, Victoria, Tarlac, Mabalacat, Magalang, Porac und Floridablanca von Pampanga, die fortan unter der Gerichtsbarkeit eines militärischen Befehl standen, der sogenannten Comandancia Militar de Tarlac. Im Jahre 1873 wurden die vier letztgenannten Orte jedoch an Pampanga zurückgegeben, während die anderen fünf Gemeinden der neu geschaffenen Provinz Tarlac zugeordnet wurden.
Pampanga war während der Philippinischen Revolution einer der ersten acht Provinzen, die gegen Spanien in einer gemeinschaftlichen Revolte aufbegehrten. Aufgrund der mehr als zwei Jahrhunderte andauerten spanischen Herrschaft, die von den Einheimischen als korrupt und ausbeuterisch empfunden wurde, schlossen sich viele Kapampangans dem Kampf um eine philippinische Unabhängigkeit an, in deren Verlauf viele Anführer verhaftet, gefoltert oder von den spanischen Behörden hingerichtet wurden. Am 17. März 1899 verlegte General Emilio Aguinaldo den Sitz der von ihm gegründeten kurzlebigen Philippinischen Republik in das heutige Angeles City.
Während des Zweiten Weltkrieges war Pampanga die Basis für eine Guerillaeinheit, die als „Hukbalahap“ bekannt war. Die Huks bildeten später nach dem Krieg den Kern einer aufständischen kommunistischen Gruppe, die in den frühen 1950er Jahren zerschlagen wurde. Diese kommunistischen Aufständischen gründeten während der Jahre der Diktatur unter Präsident Ferdinand Marcos die heute noch aktive New People’s Army.
Eine der größten Katastrophen, die Pampanga heimsuchte, war die Pinatubo-Eruption im Jahr 1991. Am stärksten waren die Gebiete Angeles, Bacolor, Porac und Mabalacat betroffen.

## Klima
In der Provinz Pampanga herrscht ein Klima mit ausgeprägter Regen- und Trockenzeit vor. Die regenreiche und nasse Periode beginnt zumeist im Mai. Sie wird von zahlreichen Taifunen begleitet und zieht sich bis zum Oktober. Der Rest des Jahres wird von deutlich trockenerem Wetter bestimmt. Die wärmste Zeit des Jahres liegt zwischen März und April, während die kühlste Phase von Dezember bis Februar zu erwarten ist.

## Politik
Für das Repräsentantenhaus der Philippinen verfügt die Provinz über zwei Wahlbezirke.

## Sehenswürdigkeiten
- San Agustin Church, Lubao (National Historical Landmark)
- Paskuhan Village (City of San Fernando)
- Expo Pilipino (Clark Freeport Zone, Angeles City)
- Federosa Island Resort (Sto. Tomas)
- Sito Palakol Resort (Floridablanca)
- Clearwater Resort und Country Club (Clark Freeport Zone, Angeles City)
- Paradise Ranch (Naturschutzpark) Clark
- altes Stadtviertel Angeles City
- Bayanihan Park (ehemals Astro Park)
- Mount-Arayat-Nationalpark (Arayat)
- Scenic Candaba Sumpf- und Wildenten-Schutzgebiet (Candaba)
- Pinatubo-Krater (Pampanga/Tarlac/Zambales)
- Dara-Wasserfälle (Porac) – Pampangas Version der Pagsanjan-Wasserfälle von Laguna
- Cong Dadong Dam (Arayat)